# Élections législatives partielles de 1928 dans la 1re circonscription de Dunkerque
Les élections législatives françaises partielles de 1928 dans la 1re circonscription de Dunkerque se déroulent les 28 octobre et 4 novembre 1928.

## Circonscription
La 1re circonscription de Dunkerque était composée en 1928 des cantons de Dunkerque-Est, Dunkerque-Ouest et Gravelines.

## Contexte
À la suite du décès de Félix Coquelle député-maire de Rosendaël, de nouvelles élections sont organisées. Charles Valentin maire de Dunkerque et Gustave Barra ancien député et Conseiller municipal de Saint-Pol-sur-Mer vont affronter Maurice Vincent (Républicains de gauche) et Louis Théry (Radical-socialiste) 1er adjoint au maire de Dunkerque.

## Résultats
- Député sortant : Félix Coquelle (URD)

| Candidat       | Candidat         | Parti                  | Premier tour | Premier tour | Second tour | Second tour |
| Candidat       | Candidat         | Parti                  | Voix         | %            | Voix        | %           |
| -------------- | ---------------- | ---------------------- | ------------ | ------------ | ----------- | ----------- |
|                | Maurice Vincent  | Républicains de gauche | 8 700        | 40,05        | 10 318      | 46,20       |
|                | Charles Valentin | SFIO                   | 7 603        | 34,96        | 10 034      | 44,93       |
|                | Louis Théry      | Radical-socialiste     | 2 579        | 11,85        |             |             |
|                | Gustave Barra    | PCF                    | 2 864        | 13,16        | 1 979       | 8,86        |
|                |                  |                        |              |              |             |             |
| Inscrits       | Inscrits         | Inscrits               | 29 358       | 100,00       | 29 358      | 100,00      |
| Abstentions    | Abstentions      | Abstentions            | 7 383        | 33,59        | 6 849       | 23,32       |
| Votants        | Votants          | Votants                | 21 975       | 83,40        | 22 509      | 76,67       |
| Blancs et nuls | Blancs et nuls   | Blancs et nuls         | 228          | 1,04         | 177         | 0,79        |
| Exprimés       | Exprimés         | Exprimés               | 21 747       | 74,07        | 22 332      | 76,06       |
|                |                  |                        |              |              |             |             |